# Ophiothrix pavida
Ophiothrix pavida är en ormstjärneart som beskrevs av Jean Baptiste François René Koehler 1922. Ophiothrix pavida ingår i släktet Ophiothrix och familjen Ophiothrichidae. Inga underarter finns listade i Catalogue of Life.